# 格兰德谷国家公园
格蘭德谷國家公園（義大利語：Parco Nazionale della Val Grande）是位於義大利北部皮埃蒙特大區的一座國家公園，靠近瑞士國境。格蘭德谷國家公園以阿爾卑斯高山景觀而著稱。格蘭德谷國家公園由10個城市共有，地處波河流域。格蘭德谷國家公園常被形容為阿爾卑斯山最大的荒野。格蘭德谷國家公園在1967年被指定為自然保護區，成為義大利在阿爾卑斯山第一個保護區。1992年3月2日，格蘭德谷國家公園正式成立。1998年6月24日，公園的範圍擴大。2012年，格蘭德谷國家公園內有三個遊客中心，兩個博物館。